# Музыкальная библиотека
Музыкальная библиотека – сборник авторских музыкальных произведений, созданных специально для нужд в области радио, телевидения, кино, мультимедиа, а также для создания эфирного промо и рекламных роликов. Чаще всего музыкальные библиотеки распространяются в виде компакт-дисков (CD, DVD) или музыкальных файлов.
Музыкальное произведение, входящее в состав музыкальной библиотеки, как любая продукция интеллектуальной деятельности является объектом Авторского права. Каждая фонограмма обладает уникальным ISRC-кодом (Международный стандартный номер аудио/видео записи), выданным Международным Агентством IFPI, национальными агентствами ISRC.

## Описание
Авторские произведения, входящие в состав музыкальной библиотеки, представляют собой инструментальные пьесы с законченной музыкальной темой, хронометраж которых варьируется от 5 секунд до 5 минут.
Основные части музыкального произведения: начало, развитие, главная тема, окончание.
Нередко произведения в составе музыкальных библиотек имеют несколько вариантов звучания, различных по наполнению, аранжировке и хронометражу.

## Пользователи
Цель создания музыкальной библиотеки – упростить процесс производства в сфере Радио, Телевидения, Кино и Мультимедиа. Основными пользователями музыкальной библиотеки являются продюсеры, звукорежиссеры, монтажеры и дизайнеры.